# Meridion
Meridion ist eine Gattung der Kieselalgen (Bacillariophyta) mit etwa 5 Arten, die nur in Süßwasser vorkommen. 

## Merkmale
Meridion bildet Kolonien, die fächer- bis kreisförmig sind, selten auch spiralförmig. Die Einzelzellen haben die für Kieselalgen typische Schale aus zwei Theken. Die Schale ist in Seiten- wie in Schalenansicht keilförmig, woraus sich die gebogenen Form der Kolonie ergibt. Die Zellen sind an den Schalenflächen miteinander verbunden. Die Schalen besitzen Querrippen. Die Zellen haben einen zentralen Zellkern und mehrere, scheibchenförmige Plastiden, die durch Fucoxanthin goldbraun gefärbt sind. Die Größe beträgt 30 bis 250 Mikrometer.
Die ungeschlechtliche Fortpflanzung erfolgt durch die typische Zweiteilung der Kieselalgen, die zur Verkleinerung der Zellen führt. Geschlechtliche Fortpflanzung ist von der Gattung nicht bekannt.

## Vorkommen
Meridion lebt festsitzend am Boden von fließenden Gewässern. Meridion circulare kommt vorwiegend in kalkhaltigen, sauberen Gebirgsbächen vor.

## Arten (Auswahl)
- Meridion anceps
- Meridion circulare

## Belege
- Karl-Heinz Linne von Berg, Michael Melkonian u. a.: Der Kosmos-Algenführer. Die wichtigsten Süßwasseralgen im Mikroskop. Kosmos, Stuttgart 2004, ISBN 3-440-09719-6, S. 248.